# ドナルド・ギリース
ドナルド・ブルース・ギリース(Donald Bruce Gillies、1928年10月15日 - 1975年7月17日)は、カナダの数学者にして計算機科学者であり、ゲーム理論、コンピュータの設計、ミニコンピュータのプログラミング環境などの業績で知られている。

## 誕生から学生時代まで
ドナルド・B・ギリースはカナダのトロントに生まれ、トロント大学付属高等学校に進学した。このオンタリオ州の学校では学年をスキップすることになるため、彼は18歳で13年生の教程を終えた。
ギリースはトロント大学（1946年 - 1950年）に進学し、語学を専攻として7つの語学コースを最初の学期に受講し始めた。次の学期には、彼は高校時代から好きだった数学を専攻するよう切り換えた。1950年の数学コンテスト(Putnam Competition)で、ギリースと親友のジョン・P・メイベリーはトロント大学一押しのチームを点数で上回ったのである。
イリノイ大学アーバナ・シャンペーン校の大学院で一年を過ごした後(1951年)、ギリースはジョン・P・メイベリーの勧めもあってジョン・フォン・ノイマンの下で学ぶためにプリンストン大学に転校する。彼の関心領域は第一にコンピュータの設計であり、第二に数学であった。プリンストンに移ってからも、彼はイリノイ大学の研究者と共にメリーランド州にあるアバディーン実験場のORDVACコンピュータの立ち上げを行っている。
彼が卒業研究をしていたとき、フォン・ノイマンはまだ発明されていなかったアセンブラの開発のためにギリースが時間を費やしていることに気づいた。フォン・ノイマンは怒ってそれを即座に止めるように言った。というのも、ノイマンはコンピュータがそのような瑣末なタスクを実行するために使われることはないと信じていたからである。
プリンストンでのわずか2年の研究の後に、ギリースは1953年に25歳で博士号を取得した。博士論文は "Contributions to the theory of games"（ゲーム理論への寄与）として出版された。彼はその中で非ゼロ和ゲームの安定解の集合を core として説明している。

## 初期の仕事
その後ギリースはイギリスに行き、NRDC（National Research Development Corporation）で働いた。そこにはフェランティ社の初期のPEGASUSコンピュータがあり、彼はそれを使用している。当時、米国政府はカナダ人を含めた全ての若者を朝鮮戦争に向けて選別していた。ギリースが1956年にアメリカ合衆国に戻ると、彼は36歳まで 1-A （徴兵適格者）とされ続けた。アメリカに戻るとすぐにギリースは Alice E. Dunkle と結婚し、イリノイ大学アーバナ・シャンペーン校(UIUC)で教授としての仕事を得た。
スプートニク1号の打ち上げのほんの数時間後の1957年の10月初め、人工衛星から信号を測定するためにUIUC天文学部は特別の干渉計を用意した。ロシアの軍による打ち上げは米国中にパニックを引き起こした（スプートニク・ショック）。ギリースと同僚の物理学者であったジェームス・スナイダーはILLIAC I上でプログラムを書き、二日以内にこの人工衛星の軌道を計算した。それによる天体位置（軌道）推算表のレポートと後のネイチャー誌での公表が、ソ連によるスプートニクが引き起こした恐怖を和らげるのに役立った。
ギリースは1950年代終盤に3つの特許を作成した。そのひとつは、当時まだ存在しなかったベースレジスタによるリロケーションの実装の詳細である。彼はこれらの特許を一種のジョークと考え、特許料を取らずにIBMに特許権を与えた。これは、類似のアイデアの特許を誰かに取得されてコンピュータ業界の進歩が妨げられることを予防したと言える。
1958年、ギリースはイリノイ大学のILLIAC IIスーパーコンピュータの三段パイプラインを設計した。その制御回路は先回り制御(advanced control)、遅延制御(delayed control)、相互作用部(interplay)から構成されている。この成果はパブリックドメインであったが、しばしば世界初のパイプラインと言われるIBMのIBM 7030コンピュータと匹敵するものである。また、1962年のコンピュータ設計に関するミシガン会議でギリース自身が "On the design of a very high speed computer"（非常に高速なコンピュータの設計について）と題して発表している。
ILLIAC IIコンピュータの動作確認試験の間に、ギリースは新しい3つのメルセンヌ数を発見し、論文 "Three new Mersenne primes and a statistical theory"（3つの新しいメルセンヌ数と統計理論）でそれを発表した。検出アルゴリズムは、ILLIAC II のあらゆる機能を駆使するよう設計されている。ギリースはまた、この新しいコンピュータの設計について数学界に注目して欲しいと考えていた。彼の発見したメルセンヌ数はギネスブックに掲載され、最大のもの（211213 − 1）はイリノイ大学数学科の構内郵便施設から送られる手紙にスタンプとして押されることとなった。

## 後期の仕事
1960年代後半になると、ギリースは学生がコンピュータに直接触れる機会が少ないことを心配するようになった。彼はUIUCに働きかけて、オンタリオのワーテルロー大学のFORTRANコンパイラシステム(WATFIV)を採用させた。これはバッチ型の大型コンピュータ向けの高速な統合開発環境である。当時、ジョブ（カードの束）を提出しても結果が得られるのは翌日ということが当たり前だった。WATFIVコンパイラでは、コンパイル、リンク、短いプログラムの実行をコンパイラのメモリ空間内で数秒でやってのけたのである。このコンパイラによって、大学は初級プログラミングコースを情報工学の学生以外にも開講することができるようになった。
1969年、ギリースはニクラウス・ヴィルトの「Pascalユーザマニュアルとリポート」の前刷りを受け取り、北米初のPascalコンパイラを開発するプロジェクトをスタートさせた。大学院生 Ian Stocks は2パスコンパイラの開発に従事し、PDP-11上で1970年代初頭に完成させた。これは "PDP-11 Playpen" プロジェクトの一部であり、大学院生が PDP-11/23 のような安価なコンピュータに直接アクセスして使用することを目的としていた（訳注：Playpenとは赤ん坊を遊ばせておく囲い、ベビーサークルを意味する）。
2年後、大学院生 Greg Chesson に懇願され、ギリースは1974年にベル研究所からUNIXオペレーティングシステムのライセンスを取得した。Chesson はUNIXカーネルをいじった三人目の人間となり、シリコングラフィックス社の8人目の従業員となった。
ドナルド・B・ギリースは1975年7月17日に亡くなった。46歳。死因はウイルス性心筋炎である。彼の死は予想外であった。イリノイ大学アーバナ・シャンペーン校では、彼の業績に敬意を表した講演が毎年行われている。